# Кнабструппер
Кнабструпперская порода лошади, или Кнабструппер — это датская порода лошадей с необычной окраской шерсти, сходной с окрасом собак породы далматин и некоторых других.

## Современная Кнабструпперская лошадь
У кнабструпперов самые разные оттенки и вариации пятен. Чаще всего встречаются кнабструпперы с леопардовым окрасом (вороными, гнедыми или рыжими пятнами на светлом фоне), Чепрачные (одной из основных мастей, покрытые на спине или крупе пятнистым «одеялом»), мраморные и форелевые (в мелких пятнах и с примесью белых волос на фоновой масти). Вся кожа в крапинках и пятнах, что особенно заметно на открытых участках. Подобная окраска встречается не только у представителей породы Кнабструппер. Так же она встречается и у Аппалузы, хотя эти две породы развивались независимо друг от друга. Изначально кнабструпперские лошади были крупнее, сейчас их средний рост достигает 1,55 м, а вес — 500—650 кг. По типу экстерьера они схожи с аппалузской лошадью. Как правило, порода имеет или полукровный или барочный экстерьер. Аккуратная голова среднего размера; толстая чуть изогнутая шея; выраженная холка; массивный корпус с глубокой грудью; приподнятый округлый зад; стройные сильные ноги. Некоторые жеребята данной породы рождаются с чистой мастью, например с каштановой. Сегодня Кнабструпперов разводят в Дании, Норвегии, Швеции, Швейцарии, Италии, Германии, Голландии, Великобритании, США, а в последнее время в Чехии, Австралии и Новой Зеландии.
| Рост   | Вес        | Страна |
| ------ | ---------- | ------ |
| 155 см | 500-650 кг | Дания  |

## История
Впервые порода была выведена в Дании, в 1812 году. Каштановая кобыла с Леопардовым геном была выведена для однотонного жеребца, что и привело к появлению жеребёнка подобному окрасу матери. Кобыла и её сын были случены с многими другими лошадьми, что привело к появлению большого количества потомков, и появлению таковой породы. Ранее эта порода была очень популярна, и её скрещивали с другими лошадьми, и не известно, остались ли чистокровные представители этой породы. В 1971 году в Данию были импортированы три жеребца породы Аппалуза, чтобы добавить новую кровь в породу Кнабструппер.

## Использование
Лошадь используется в выездке, конкуре. Также она используется как каретная, или же цирковая порода лошадей. Кнабструпперы отличаются добрым нравом и покорностью. Заводчики отмечают, что тренировать их одно удовольствие, животные легко обучаются и охотно выполняют команды. Датские скакуны никогда не проявляют агрессию и норов, эти качества им не свойственны. Красивые создания хорошо ладят с детьми, что позволяет использовать их не только в спорте, но и в цирковом искусстве.

## Характер
Кнабструппер — выносливая и сильная порода лошадей с добрым характером. Её используют не только для верховой езды, но и в лёгкой упряжке. Датские лошади хорошо проявили себя в вольтижировке.